# Платен Шпіц
Платен Шпіц, Дом (англ. Platen Spitz, Dom) — гора заввишки 4150 м в Індонезії на острові Нова Гвінея, у гірському хребті Судірман, що в Снігових горах, на південний захід від гори Пунчак-Джая.

## Географія
Вершина лежить на заході індонезійської провінції Папуа в окрузі Міміка, в гірському масиві гори Пунчак-Джая за 3,2 км на південний захід від її вершини. Абсолютна висота вершини 4150 м (за іншими даними — 4420 м). Відносна висота — 460 м. Найвище сідло вершини, по якому вимірюється її відносна висота, має висоту 3690 м. Топографічна ізоляція вершини відносно найближчої вищої гори Пунчак-Джая (4884 м), яка є найвищою вершиною острова Нова Гвінея, становить 3,2 км.